# باتريك جي. ستيفانو
باتريك جي. ستيفانو هو سياسي أمريكي، ولد في 1965. نشط حزبياً في الحزب الجمهوري. وقد انتخب عضو مجلس ولاية بنسيلفانيا ‏.